# 天空深處
天空深處（日語：ディープスカイ），是日本純種競賽馬匹。生涯活躍於一哩至中距離賽事，曾於2008年勝出NHK一哩賽及東京優駿（日本打吡），達成了變則二冠。

## 出賽前
2005年4月24日出生於北海道浦河町笠松牧場，成長途中被馬主深見敏男購入。
其後交由栗東訓練中心練馬師山內研二訓練，但於出賽前被轉移至同屬栗東訓練中心之昆貢馬房。

## 競賽生涯

### 2歲
2007年10月8日出戰2歲新馬戰，然而於比賽途中未能發揮優秀的水準而以第四完賽。
其後連續出戰三場2歲未勝利戰，均於其中獲得第二。

### 3歲
2008年1月13日出戰3歲未勝利戰，雖然獲得第一人氣，但最終以第九大敗。
1月26日再度出戰3歲未勝利戰，於直路成功超越前方馬匹，最終以1 1/2馬位優秀取得首勝。
其後出戰3歲500萬獎金以下條件戰，比賽開始後於最後方追走，雖然進入直路後成功衝出，但仍然以頸位差距敗於採用先行戰術的Koyo Marine。
3月1日出戰雅靈頓盃，賽前僅獲第十人氣。比賽開始後，前方由Dantsu Kissui帶出，天空深處則無視節奏於後方追走。進入直路後，後方馬群開始衝出，而其此時亦於外檔位置迫近先頭部隊，但仍然無法扭轉局勢之下敗於Dantsu Kissui及榮進快蹄以第三完賽。
3月29日出戰每日盃，面對其他對手下僅獲得第六人氣。比賽開始後，雖然其處於第2檔的內檔位置，但因爲漏閘而未能搶佔位置，需要於中團位置追走。通過最後彎道時，其仍然處於中團位置，但此時騎師四位洋文指揮其抽出外檔加速，最終於其轟出全場第二快末腳之下，輕鬆超越領放的Lord Balius進入獨走，最終保持速度下成功抵擋後方Admire Commando及Midas Touch，以2 1/2馬位取得首個分級賽冠軍。
其後出戰NHK一哩賽，成功壓過木茼蒿錦標冠軍珠玉寶石、彌生賞亞軍Black Shell、朝日杯盃未來錦標冠軍大鷹犬、日經電台盃兩歲錦標亞軍Sadamu Idaten及新西蘭盃冠軍Satono Progress獲得第一人氣。比賽開始後，其並未搶佔位置而是於最後方位置追走，並保持緩慢穩定的節奏推進。通過最後彎道時，由於內欄位置受到天雨影響變成大爛地，一衆賽駒紛紛抽出外檔造成內欄有空曠的位置。此時處於後方的天空深處並未選擇一同抽出外檔，而是於閃入內欄準備加速，並以凌厲的姿態迫近前方，最終於其跑出優秀的速度之下，成功超越前方賽駒並保持獨走的姿態，以1 3/4馬位優勢取得首個一級賽冠軍。
6月1日出戰東京優駿，比賽初段其於後方位置跟隨前方Let's Go Kirishima做出的平均步速推進。接近第三彎道時候，前方及中團的賽駒紛紛開始發力進佔位置，但天空深處仍然未有衝刺的動作，以第十五通過最後彎道。進入直路後，由於衆多賽駒閃入內欄位置加速，騎師四位洋文看准時機安排其抽出大外檔無視腳程的影響衝刺，最終於其轟出恐怖的後600米34.2秒的末腳之下，一瞬間超越前方所有賽駒，保持優秀下拉開後方1 1/2馬位奪冠，成爲夏威夷王後第二匹達成變則二冠的賽駒。
入秋後出戰神戶新聞盃作爲熱身，比賽途中再度以居中戰術展開，進入直路後成功衝出，及後亦保持速度抵擋Black Shell的追擊下以頸位優勢壓過對手，達成分級賽四連勝。
贏得神戶新聞盃後，雖然其獲得菊花賞的優先出賽權，但考慮到其距離及場地適性，陣營最終決定安排其出戰秋季天皇賞。雖然作爲本場比賽唯一一匹三歲馬，但仍然僅落後於上年度打吡馬伏特加及上年度最佳3歲雌馬大和赤驥取得第三人氣。比賽開始後，其由於處於較內檔的第2檔以及出閘順利，因而採出先行戰術於前方跟隨做出較快步速的大和赤驥推進。進入直路後，大和赤驥仍然於前方位置保持領先的優秀，此時天空深處和伏特加則一同於先頭部隊衝出並加速迫近。然而於兩匹雌馬勢頭過於凌厲下，其未能超越對手之下僅能壓贏7歲的老將結伴行以第三完賽。
11月30出戰日本盃，比賽初段其跟隨永通達的慢放於中團靠後位置追走，通過第三彎道後其開始抽出外檔加速，於直路上跑出優秀的末腳超越前方內欄的伏特加、梵高藝展及名將森遜取得領先。然而此時處於內欄位置的第九人氣伏兵銀幕英雄突然開啟二段加速並殺出，最終天空深處被對手反超之下以1/2馬位差距落敗。
年末，由於其在本年度達成變則二冠及於對抗年長馬匹的賽事中表現突出，因而以全票300票當選最佳3歲雄馬，但於日本馬王評選中則落後於贏得秋季天皇賞的伏特加及贏得有馬紀念的大和赤驥得第三。

### 4歲
進入2009年，陣營宣佈了秋季將會以凱旋門大賽爲目標，春季則專心安田紀念及寶塚紀念此兩項國內一級賽，並於4月5日以產經大阪盃作爲熱身。比賽開始後，其於外檔後方位置追走，進入直路後開始抽出外檔加速。直路中段，其成功衝出並追過前方的梵高藝展及Admire Fuji取得領先，然而於最後關頭被後方殺出的夢之旅一舉超越，最終以和上年度日本盃一模一樣的方式落敗得第二。
6月7日出戰安田紀念，僅次於尋求連霸的伏特加取得第二人氣，比賽開始後，其處於中團內側位置並一直於伏特加後方追走。進入直路後，其隨即衝出並超越伏特加，於中段位置成功進入獨走狀態。然而最後關頭，於直路中段迷失方向的伏特加突然重回正軌，爆發凌厲的速度下超越天空深處，最終天空深處第三度以相同的方式落敗得第二。
6月28日出戰寶塚紀念，壓過夢之旅、櫻花奇景、Al Nasrain及逐鹿沙場等對手取得第一人氣。比賽開始後，其仍然採取拿手的居中戰術追走，並於第三彎道以前方的櫻花奇景作爲目標加速。然而進入直路後，其不但未能如願以償地追上櫻花奇景，反而於直路中段被後方殺出的夢之旅超越，最終以第三完賽。
由於其春季在國內未能取得任何勝利，陣營檢討過後決定放棄遠征法國的計劃，安排其進入放草並以札幌紀念作爲下一戰。然而其完成放草後於函館競馬場備戰時候被發現左邊前腳發熱，於8月12日進行超聲波檢查後確認爲肌腱炎。最終於陣營商討後決定以其健康爲首選，安排其退役並於8月30日在札幌競馬場舉行退役儀式。

### 詳細賽績
| 日期       | 舉辦國家 | 馬場 | 距離   | 級別   | 賽事名稱         | 負重 | 騎師     | 馬號 | 出馬 | 名次 | 時間   | 頭馬（二馬）        |
| ---------- | -------- | ---- | ------ | ------ | ---------------- | ---- | -------- | ---- | ---- | ---- | ------ | ------------------- |
| 8/10/2007  | 日本     | 京都 | 草1400 |        | 2歲新馬          | 55   | 松田大作 | 6    | 8    | 4    | 1:24.4 | 榮進快蹄            |
| 4/11/2007  | 日本     | 京都 | 草1600 |        | 2歲未勝利        | 55   | 武豐     | 8    | 10   | 2    | 1:35.4 | Lord Balius         |
| 24/11/2007 | 日本     | 東京 | 草1800 |        | 2歲未勝利        | 55   | 武豐     | 14   | 17   | 2    | 1:49.4 | Pisa no Emirates    |
| 6/12/2007  | 日本     | 中京 | 草1800 |        | 2歲未勝利        | 55   | 野元昭嘉 | 7    | 16   | 2    | 1:49.6 | My Sidekick         |
| 13/1/2008  | 日本     | 京都 | 草2000 |        | 3歲未勝利        | 56   | 藤田伸二 | 13   | 16   | 9    | 2:05.6 | Magellan            |
| 26/1/2008  | 日本     | 京都 | 草1800 |        | 3歲未勝利        | 56   | 藤田伸二 | 5    | 14   | 1    | 1:50.9 | （Shining Day）     |
| 17/2/2008  | 日本     | 東京 | 草1600 |        | 3歲500萬獎金以下 | 56   | 津村明秀 | 7    | 16   | 2    | 1:36.7 | Koyo Marine         |
| 1/3/2008   | 日本     | 阪神 | 草1600 | JpnIII | 雅靈頓盃         | 56   | 幸英明   | 3    | 12   | 3    | 1:34.9 | Dantsu Kissui       |
| 29/3/2008  | 日本     | 阪神 | 草1800 | JpnIII | 每日盃           | 56   | 四位洋文 | 2    | 14   | 1    | 1:46.0 | （Admire Commando） |
| 11/5/2008  | 日本     | 東京 | 草1600 | JpnI   | NHK一哩賽        | 57   | 四位洋文 | 9    | 18   | 1    | 1:34.2 | （Black Shell）     |
| 1/6/2008   | 日本     | 東京 | 草2400 | JpnI   | 東京優駿         | 57   | 四位洋文 | 1    | 18   | 1    | 2:26.7 | （笑臉傑克）        |
| 28/9/2008  | 日本     | 阪神 | 草2400 | JpnII  | 神戶新聞盃       | 56   | 四位洋文 | 1    | 18   | 1    | 2:25.3 | （Black Shell）     |
| 2/11/2008  | 日本     | 東京 | 草2000 | GI     | 秋季天皇賞       | 56   | 四位洋文 | 2    | 17   | 3    | 1:57.2 | 伏特加              |
| 30/11/2008 | 日本     | 東京 | 草2400 | GI     | 日本盃           | 55   | 四位洋文 | 9    | 17   | 2    | 2:25.6 | 銀幕英雄            |
| 5/4/2009   | 日本     | 阪神 | 草2000 | GII    | 產經大阪盃       | 59   | 四位洋文 | 11   | 12   | 2    | 1:59.7 | 夢之旅              |
| 7/6/2009   | 日本     | 東京 | 草1600 | GI     | 安田紀念         | 58   | 四位洋文 | 6    | 18   | 2    | 1:33.6 | 伏特加              |
| 28/6/2009  | 日本     | 阪神 | 草2200 | GI     | 寶塚紀念         | 58   | 四位洋文 | 11   | 14   | 3    | 2:11.6 | 夢之旅              |

## 退役後
退役後，天空深處成爲了配種馬，於北海道日高町Darley Japan Satllion Complex休養，在2010年進行配種。首批子嗣於2011年出生。首批子嗣可於2013年出賽。2015年11月25日，Sound Sky在兵庫青年大獎賽取勝，成爲首匹勝出分級賽的子嗣。12月16日，Sound Sky於全日本兩歲優駿取勝，成爲首批勝出一級賽的天空深處子嗣。
2021年由配種馬退役，於同町的日高Horse Friends進行養老生活。

### 主要子嗣

#### 一級賽優勝子嗣
2013年生
- Kyoei Gere（日本泥地打吡）
- Sound Sky（兵庫青年大獎賽、全日本兩歲優駿）

#### 分級賽優勝子嗣
2013年生
- Tamano Brunette（雌馬預賽）
- Molto Bene（天蠍錦標）

2014年生
- 關鍵一擊（京都紀念、京都錦標、佐賀紀念、兩次名古屋大賞典）

## 血統簡介
父系愛麗速子爲日本賽駒，生涯四戰四勝，以無敗姿態勝出2001年皋月賞，但因傷病提早退役配種，因而被人稱謂「幻之三冠馬」。祖父週日寧靜是美國三冠賽雙冠馬，退役後在日本配種，在日本馬壇相當成功，贏得多項分級賽事，其子嗣贏得巨額獎金。
母系Abi爲英國賽駒，生涯戰績不佳僅勝出一場賽事。祖父首席皇冠爲美國賽駒，生涯戰績彪炳，曾勝出育馬者盃兩歲馬大賽、卓華斯錦標及諾福錦標等八項一級賽。

### 血統表
| 父線：週日寧靜系（Halo系）                      |                           |                 |                 |
| 種馬 愛麗速子 1998年（栗色）                    | 週日寧靜 1986年（棕色）   | Halo            | Hail to Reason  |
| 種馬 愛麗速子 1998年（栗色）                    | 週日寧靜 1986年（棕色）   | Halo            | Cosmah          |
| 種馬 愛麗速子 1998年（栗色）                    | 週日寧靜 1986年（棕色）   | Wishing Well    | Understanding   |
| 種馬 愛麗速子 1998年（栗色）                    | 週日寧靜 1986年（棕色）   | Wishing Well    | Mountain Flower |
| 種馬 愛麗速子 1998年（栗色）                    | 愛麗花 1987年（棗色）     | Royal Ski       | Raja Baba       |
| 種馬 愛麗速子 1998年（栗色）                    | 愛麗花 1987年（棗色）     | Royal Ski       | Coz Onijinsky   |
| 種馬 愛麗速子 1998年（栗色）                    | 愛麗花 1987年（棗色）     | Agens Lady      | Remand          |
| 種馬 愛麗速子 1998年（栗色）                    | 愛麗花 1987年（棗色）     | Agens Lady      | Ikoma Eikan     |
| 繁殖雌馬 Abi 1995年（栗色）                     | 首席皇冠 1982年（棗色）   | 單色            | 北地舞人        |
| 繁殖雌馬 Abi 1995年（栗色）                     | 首席皇冠 1982年（棗色）   | 單色            | Pas de Nom      |
| 繁殖雌馬 Abi 1995年（栗色）                     | 首席皇冠 1982年（棗色）   | Six Crowns      | 秘書處          |
| 繁殖雌馬 Abi 1995年（栗色）                     | 首席皇冠 1982年（棗色）   | Six Crowns      | Chris Evert     |
| 繁殖雌馬 Abi 1995年（栗色）                     | Carmelized 1990年（棗色） | Key to the Mint | Graustark       |
| 繁殖雌馬 Abi 1995年（栗色）                     | Carmelized 1990年（棗色） | Key to the Mint | Key Bridge      |
| 繁殖雌馬 Abi 1995年（栗色）                     | Carmelized 1990年（棗色） | Carmelize       | Cronish Prince  |
| 繁殖雌馬 Abi 1995年（栗色）                     | Carmelized 1990年（棗色） | Carmelize       | Miss Carmie     |
| 雌系：Miss Carmie系（號族：23-b）               |                           |                 |                 |
| 五代內近親交配：Miss Carmie 5×4、勇者帝王 5×5×5 |                           |                 |                 |

## 命名由來
名字中，Deep（ディープ）是馬主深見敏男冠名，出自其姓氏中「深」字的英文，Sky（スカイ）即是天空，香港則結合兩部分，翻譯为「天空深處」。

## 外部連結
- 天空深處 netkeiba.com （页面存档备份，存于）
- 血統表